# Володимирецька центральна районна бібліотека
Володимирецька центральна бібліотека комунального закладу «Володимирецька централізована система публічно-шкільних бібліотек» Володимирецької селищної ради — культурно-просвітницький та інформаційний центр Володимирецької територіальної громади.

## Історія та сучасний стан
Володимирецьку центральну  бібліотеку створено у 1939 році. Перші 500 книг зібрали читачі-книголюби.  Але Велика Вітчизняна війна перервала діяльність бібліотеки. Її книжковий фонд зберігали по домівках читачі, аж поки у  1945 році робота книгозбірні була відновлена.
З 1945 – 48 рр. бібліотеку очолювала Мушинська Лідія Григорівна. Бібліотека знаходилась по вул. Чапаєва, 3, яка займала 2 кімнати. З 1948 року по 1969 рік бібліотекою завідувала досвідчений фахівець Крупицька Софія Федорівна, випускниця Ніжинського культосвітнього училища.  З 1969 по 1979 рік бібліотеку очолює Марія Тихонівна Ковальчук, з 1979 по 1982 – Євгенія Петрівна Шеремет. З 1982 по 2002 рік директорська естафета – в руках у  Федори Михайлівни Трохимчук. В період з 2002 по 2005 роки директор центральної районної бібліотеки Галина Борисівна Швирид. З 2005 року колектив очолює Ілона Іванівна Курач.

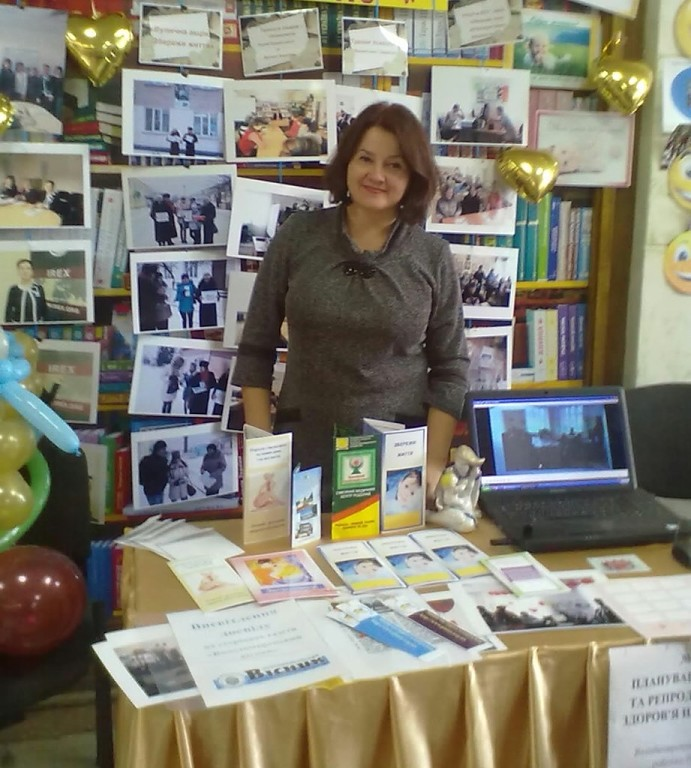
Директор Володимирецької ЦСПШБ Ілона Іванівна Курач

На кожному етапі розвитку бібліотека змінювалася та удосконалювалися її форми роботи: від голосних читань у повоєнні роки до комплексних форм популяризації книги. Справжнього свята діждалася книгозбірня, коли в 1980 році отримала нове приміщення, загальною площею майже 700 кв. м. значно зросла кількість читачів. Суттєво змінилася вся робота, зокрема масова.
В 1979 році проведено централізацію бібліотечної системи й зміцнена структура ЦРБ, створено кілька нових відділів: комплектування і обробки літератури, організації використання єдиного фонду, обслуговування читачів та методично-бібліографічний. Водночас з’явився повноцінний довідково-бібліографічний апарат на єдиний фонд ЦБС.

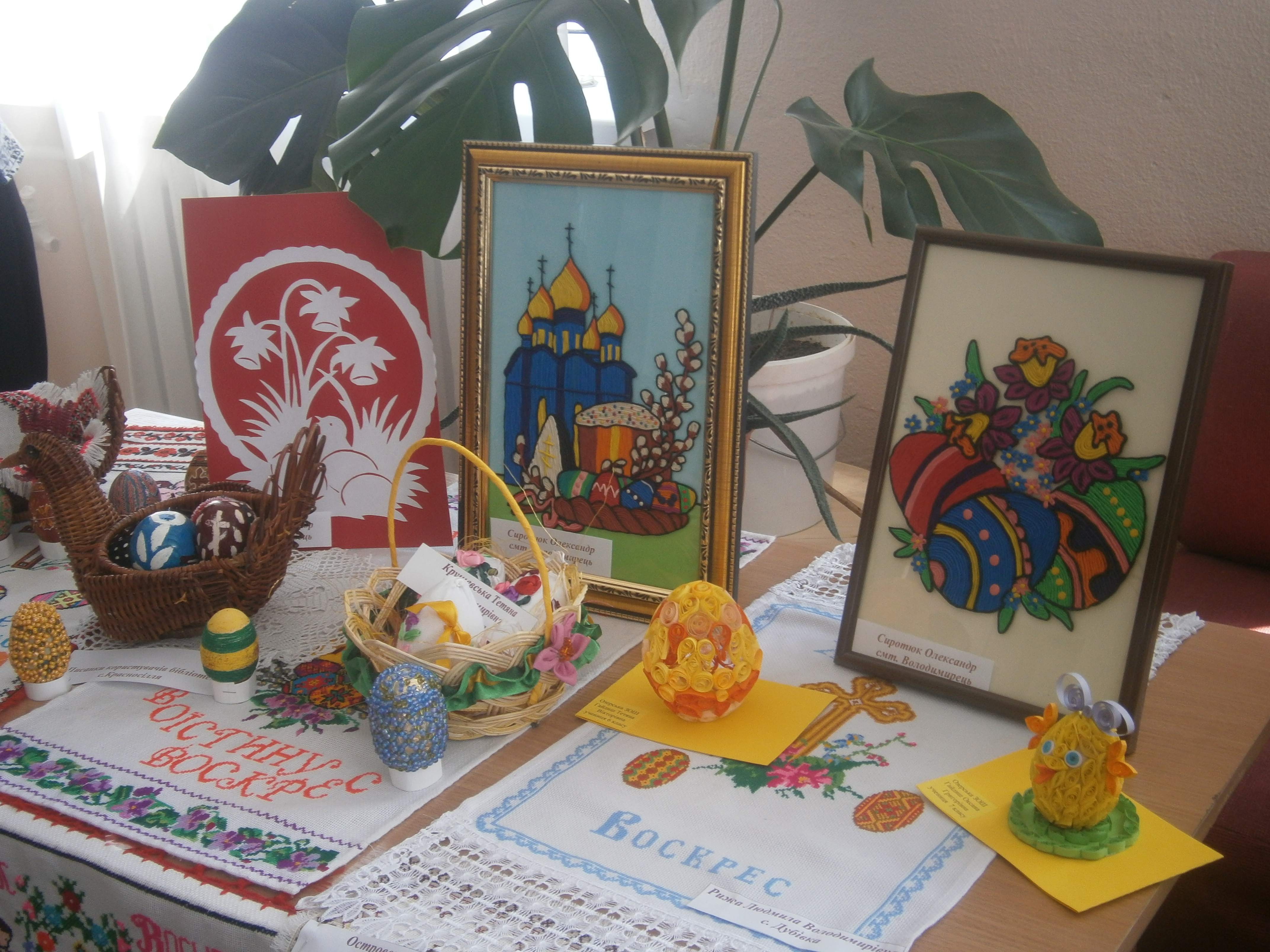
Районна виставка декоративно-ужиткового мистецтва
«Великодня писанка»

При центральній районній бібліотеці створено музейну експозицію «Відомі земляки: Михайло Ващенко», працює любительське об’єднання за інтересами «Світ прекрасного». Діє Центр обслуговування громадян електронною інформацією (ЦОГЕІ),  основним завданням якого є задоволення потреб громадян у публічній інформації, забезпечення їх доступу до державних та регіональних електронних інформаційних ресурсів, надання консультативних послуг з питань електронного оформлення звернень до органів державної влади.
Вводяться нові форми роботи, не притаманні бібліотеці, - виставки   творів самодіяльних авторів, декоративно-прикладного мистецтва, майстер-класи, які дозволяють на більш високому рівні здійснювати естетичне виховання, залучати широкі верстви до культури та національного відродження.
На абонементі для спільного читання та спілкування дітей і батьків діє «Куточок сімейного читання».
До послуг користувачів
- універсальний фонд
- тематичні папки, що  постійно поповнюються новою інформацією на актуальні запити читачів;
- видання бібліотеки
- каталоги (систематичний, абетковий) та картотеки
- електронний каталог
- підбір літератури за темою
- оперативна інформація про нові надходження
- участь у любительських об'єднаннях та клубах за інтересами
- проведення культурно-мистецьких заходів: свят, конкурсів, виставок, книг і творів образотворчого мистецтва
- проведення екскурсій по бібліотеці
- безкоштовний доступ до Інтернету

## Проекти. Конкурси

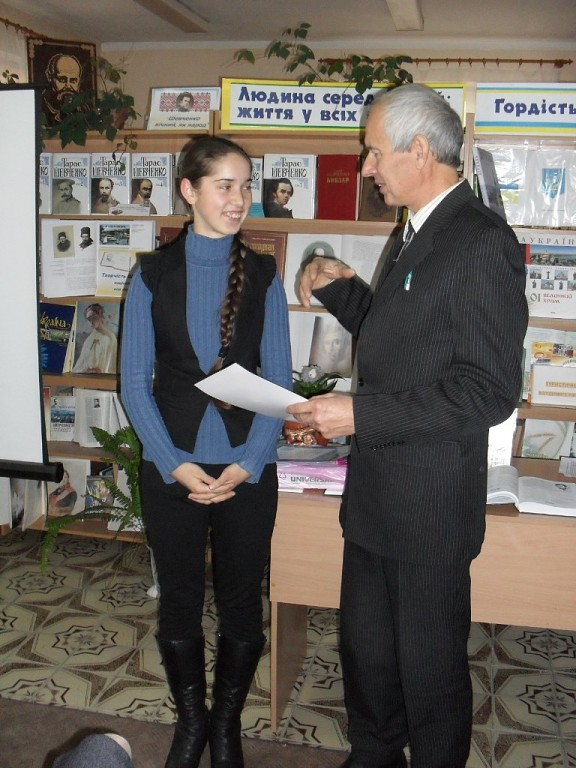
Нагородження переможців конкурсу літературних творів імені Михайла Дубова

- Користувачі Володимирецької централізованої системи публічно-шкільних бібліотек взяли участь у загальнонаціональному конкурсі дитячих творчих робіт «Мрії про Україну: дитячий погляд». На конкурс було представлено роботи у трьох номінаціях: поетичний твір, прозовий твір, малюнок. Вікова категорія: з 10 до 16 років. Роботи, які зайняли перші місця на районному етапі конкурсу були надіслані на обласний етап. У обласному етапі конкурсу у номінації «Поезія» перемогу здобув Дмитро Килюх, користувач Старорафалівської публічно-шкільної бібліотеки. Конкурс дитячої творчості було оголошено Національною бібліотекою України для дітей спільно з Фондом Миколи Томенка «Рідна країна» з нагоди 25-річчя Незалежності України.

Основним завданням конкурсу дитячої творчості «Мрії про Україну: дитячий погляд» є утвердження в свідомості та почуттях юних громадян патріотичних цінностей, переконань і поваги до своєї країни, українського народу, його культури, звичаїв та традицій; стимулювання пізнавальної активності і самостійності у дітей та підлітків, спонукання учасників до творчості.
Метою конкурсу є формування у майбутнього покоління високої громадянської свідомості, сприяння національно-патріотичному розвиткові особистості, ідентифікації з державою, її історією, культурою та розвитком.
- Результатом участі юнацького відділу центральної районної бібліотеки стало отримання ІІ місця у Всеукраїнському огляді-конкурсі діяльності бібліотек з формування екологічної культури молоді «Екологічна варта» (2006) та ІІІ місця на обласному рівні у Всеукраїнському конкурсі «Легенди рідного краю» (2008). Проект «Створення медіа-центрів в структурі централізованої системи публічно-шкільних бібліотек» (2010 рік) впроваджено в практику роботи центральної районної бібліотеки, районної бібліотеки для дітей, публічно-шкільних бібліотек сіл Каноничі, Городець, Стара Рафалівка. Тричі поспіль Володимирецька центральна районна бібліотека отримала грант голови Рівненської обласної ради, Рівненської обласної державної адміністрації обдарованій молоді в галузі літератури, мистецтва, хореографії, народного мистецтва, кінематографії для видання власних творів в номінації «Література», розкриття талантів творчо обдарованої молоді (Людмила Бірук (2008 р.), Ольга Камінська (2010 р.), Олена Булан (2011 р.).

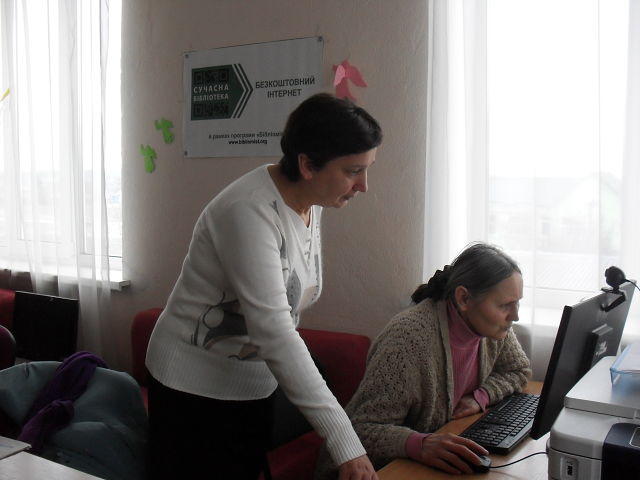
Навчаються пенсіонери

- В квітні 2013 році Володимирецька центральна районна бібліотека та районна бібліотека для дітей стали переможцями п'ятого раунду конкурсу «Організація нових бібліотечних послуг із використанням вільного доступу до Інтернету» програми «Бібліоміст». У вересні 2013 року відділ обслуговування Володимирецької центральної районної бібліотеки став переможцем 13 раунду конкурсу співпраці бібліотек з місцевими громадами програми «Бібліоміст» «Бібліотеки та охорона здоров'я», проект «Планування сім'ї та репродуктивне здоров'я населення». Цільовою аудиторією цього проекту є, насамперед, сільська молодь та студенти району, дівчата з кризових сімей та інших груп ризику, для яких бібліотека запропонує нові спеціалізовані тренінги, онлайн-консультації, відео -, фото та інформаційні матеріали щодо збереження репродуктивного здоров'я та планування сім'ї.

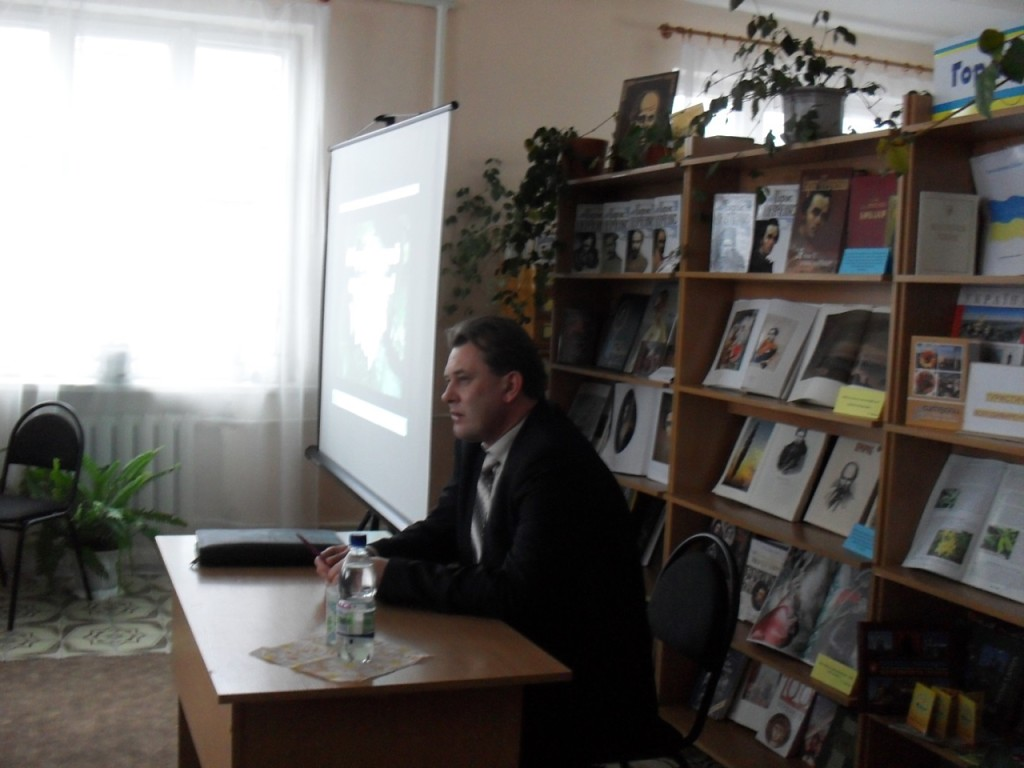
Тренінг «Репродуктивне здоров’я жінки - впевненість в
завтрашньому дні» за участю головного лікаря «Сімейного медичного центру «Родолад» С. Буравського

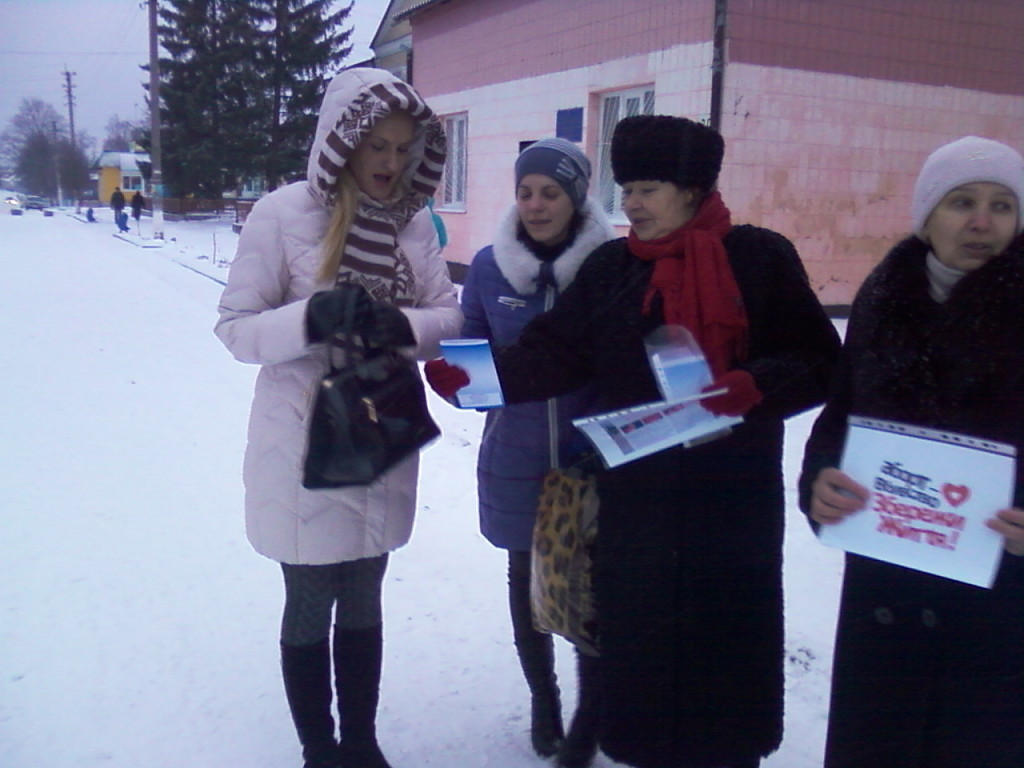
Вулична акція "Збережи життя!"

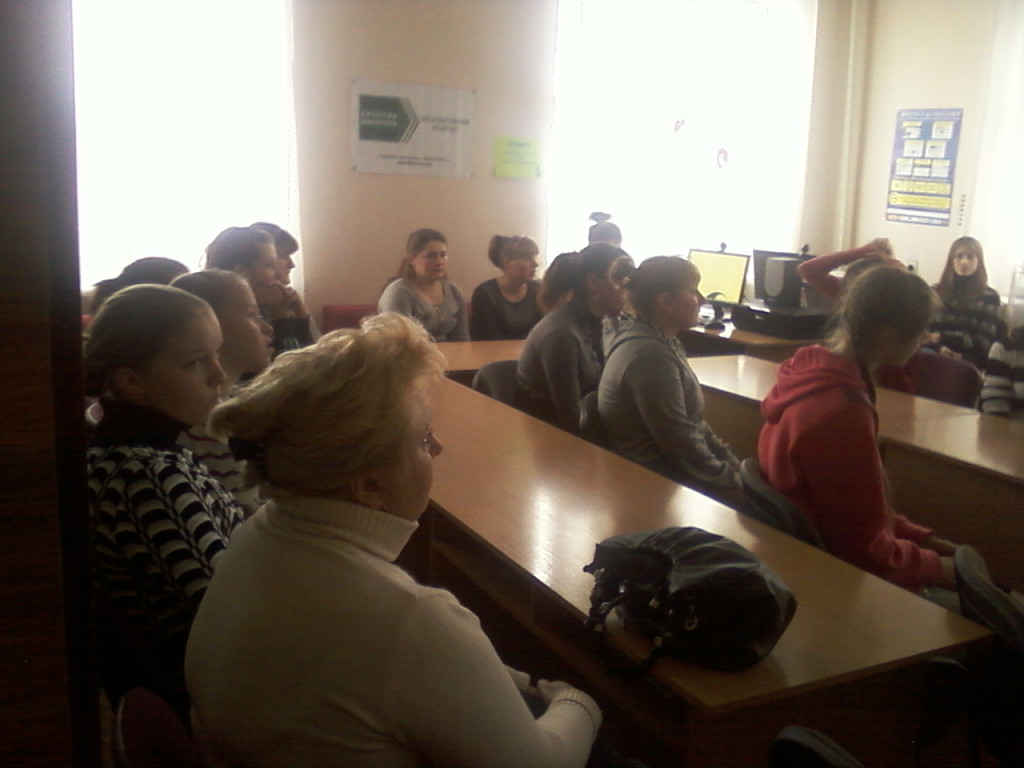
Інформаційно – просвітницький трені «Плануємо
сім’ю – плануємо власну долю»

- У 2014 році вперше проведено районний конкурс літературних творів імені Михайла Дубова. Організатором Конкурсу є відділ культури і туризму райдержадміністрації, Володимирецька централізована  система публічно-шкільних бібліотек за сприяння та інформаційної підтримки Комунального підприємства «Редакція газети «Володимирецький вісник» Володимирецької районної ради.   Нагородження переможців конкурсу літературних творів імені Михайла Дубова

## Фотогалерея

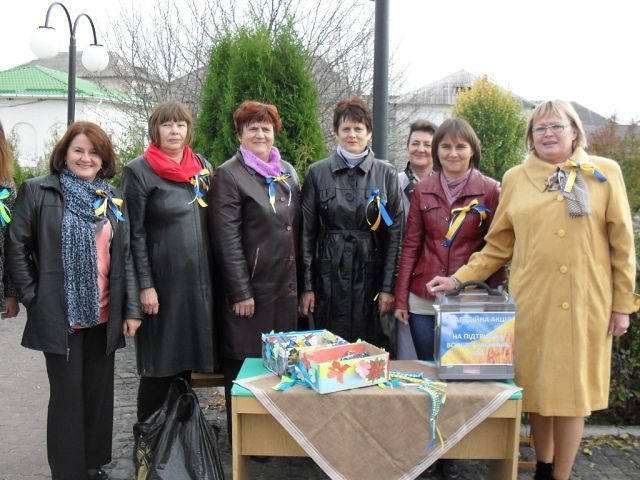
Благодійна акція на Володимирецькому Майдані Єдності
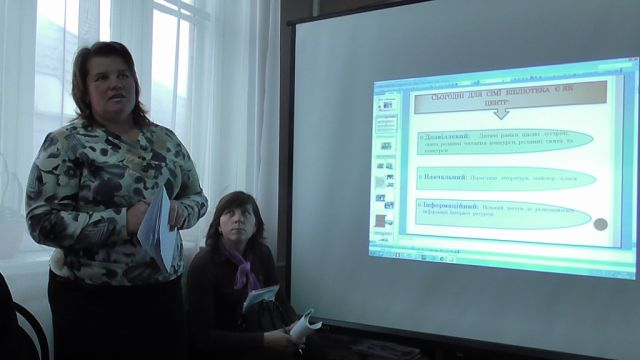
Семінар для працівників публічно-шкільних бібліотек у районній бібліотеці
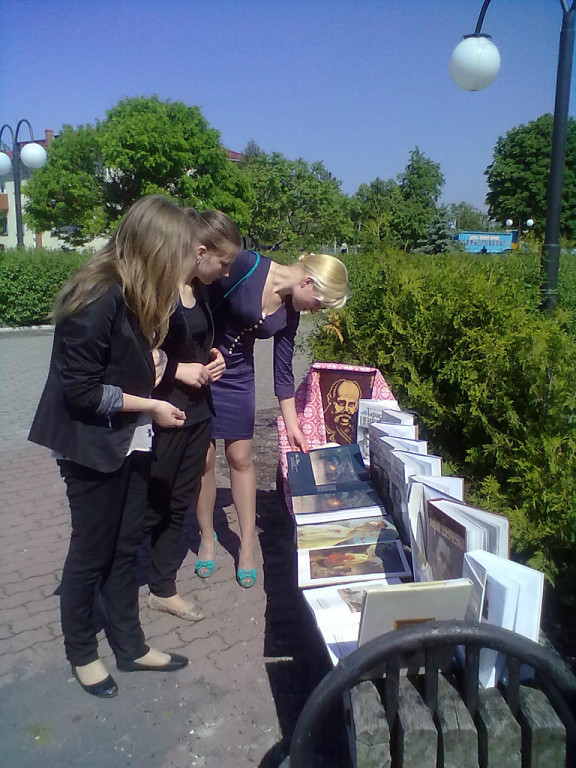
Відзначення 200-річчя від дня народження Т. Шевченка на Майдані Єдності
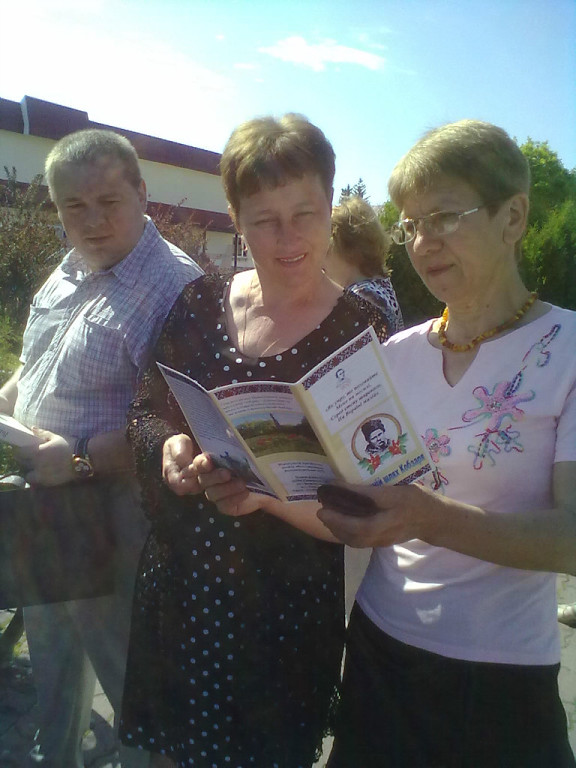
Відзначення 200-річчя від дня народження Т. Шевченка на Майдані Єдності
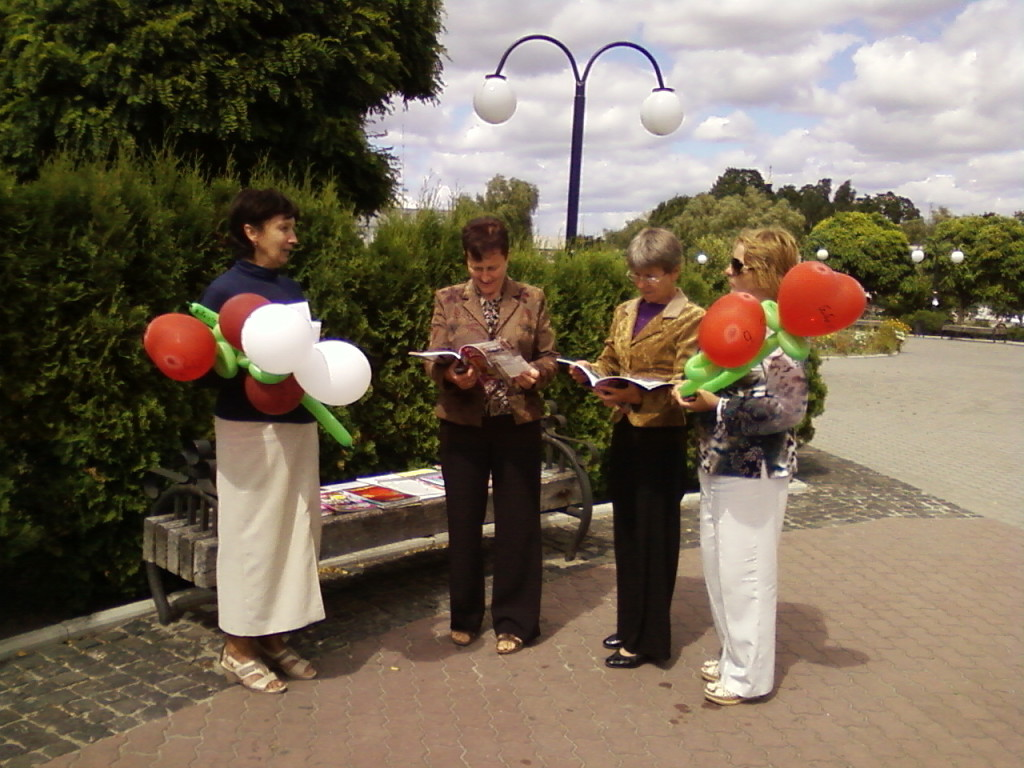
Літня тераса «Перетвори світ на бібліотеку»
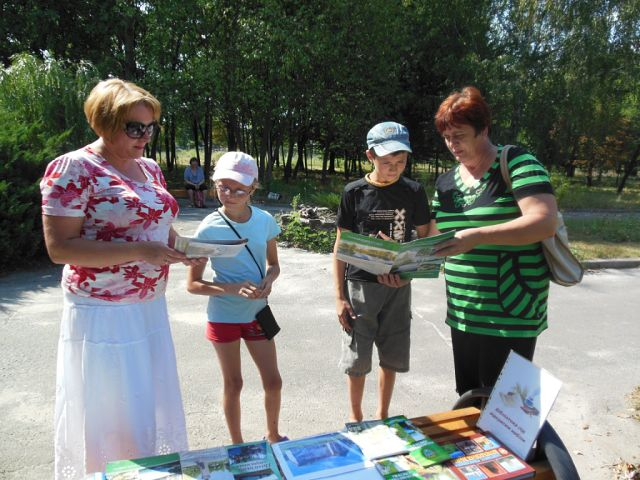
Літня тераса у парку
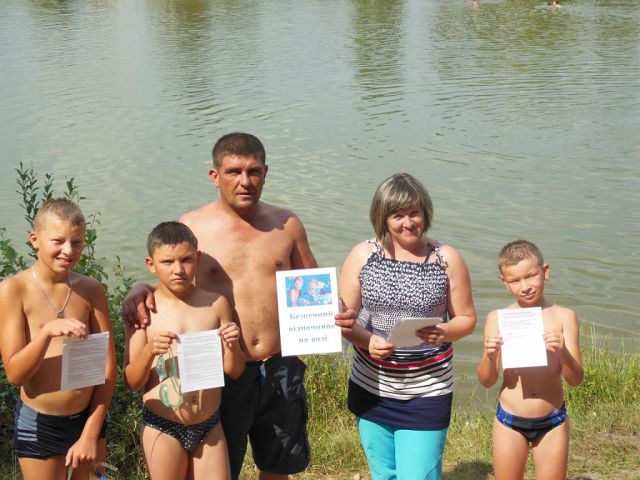
Літня тераса на місцевому басейні «Діти та дорослі, бережіть своє життя. Будьте обережні на воді!»
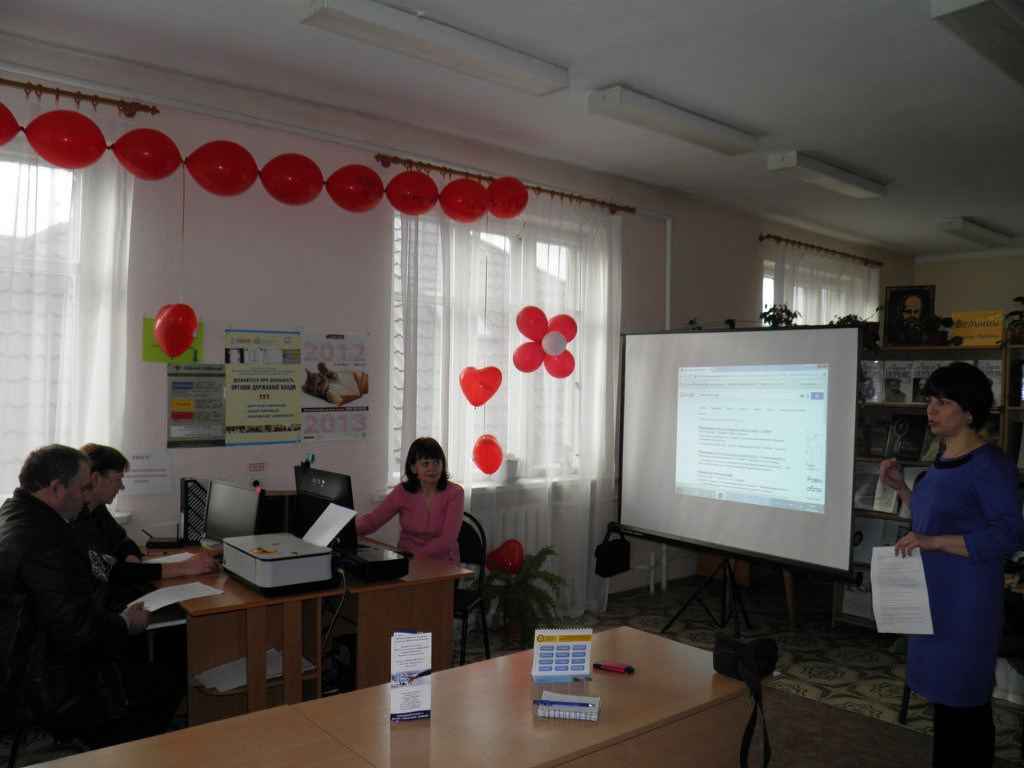
Тренінг в рамках проекту «Публічні бібліотеки - мости до електронного урядування»
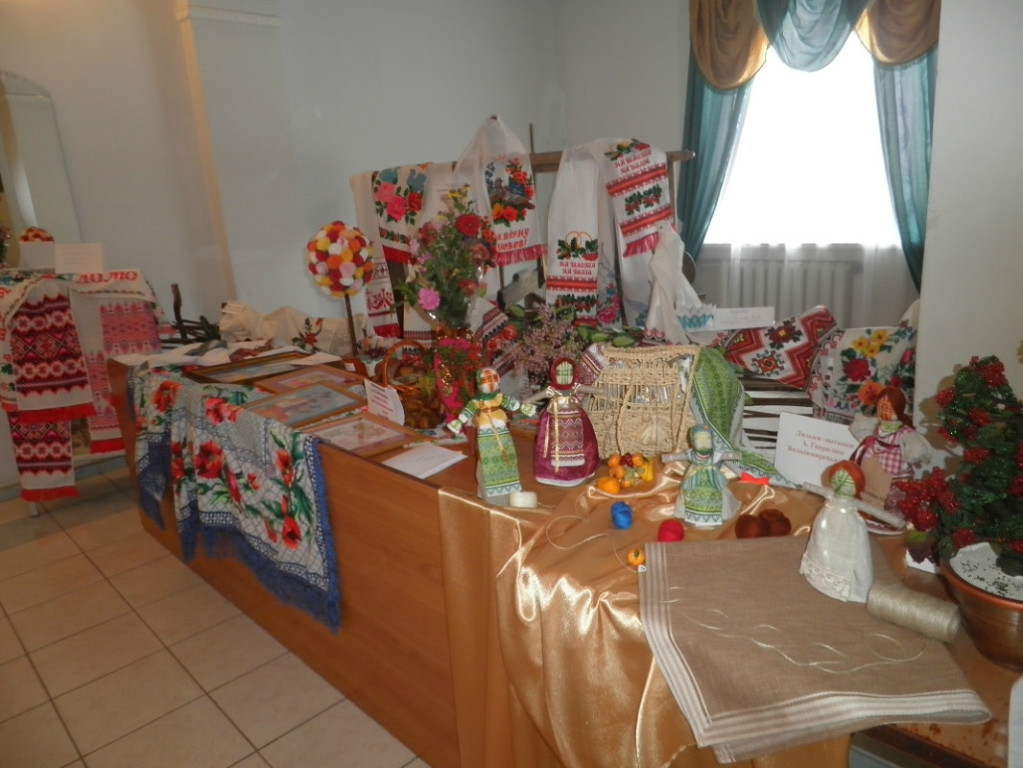
Презентація-конкурс "Творчі таланти бібліотекарів Володимиреччини"
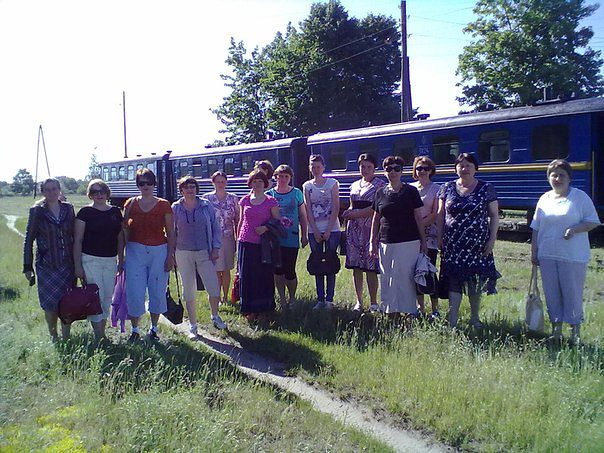
Виїзний семінар «Краєзнавча робота: сучасний аспект»